# テレビ・マルキーザ

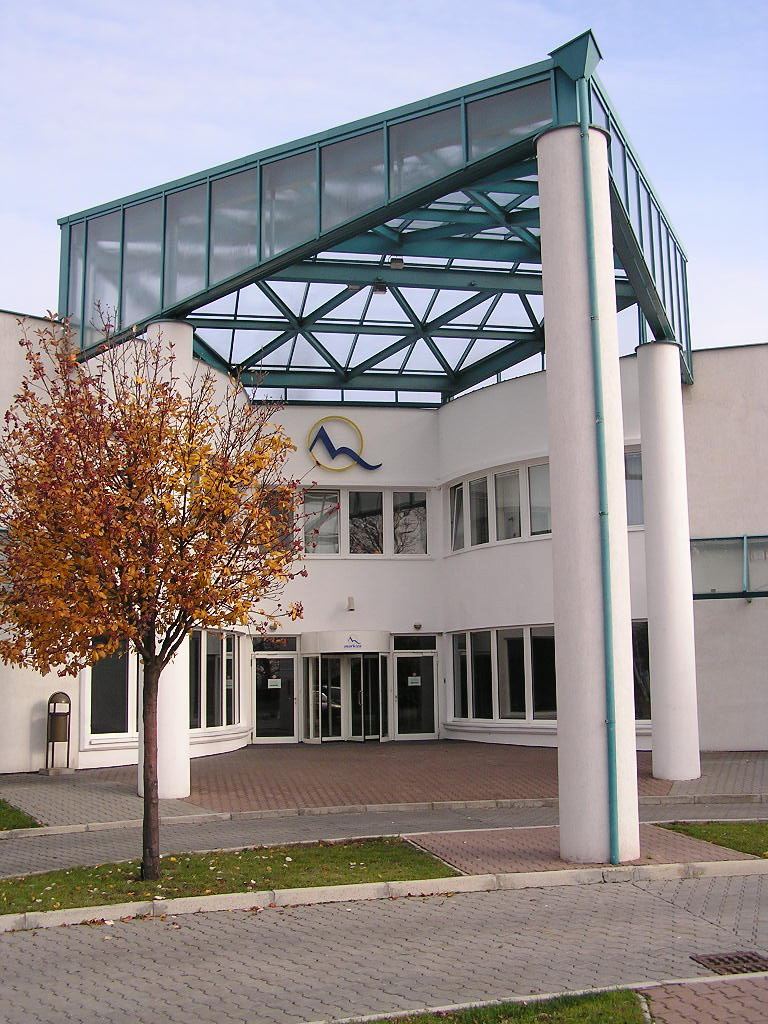
テレビ・マルキーザ本社

テレビ・マルキーザ（TV Markíza、社名 : MARKÍZA - SLOVAKIA, spol. s.r.o. ; マルキーザ=スロバキア企業体有限責任会社）はブラチスラヴァに本社を置くスロバキア最大の民間テレビ放送事業者である。
1996年8月31日に放送を開始し、高い視聴率を維持してスロバキア民放界のトップ企業に成長した。かつて政治家のパヴォル・ルスコ元経済相が所有していたが、2005年に中東欧7か国の民放局を傘下に持つメディアグループCME（Central European Media Enterprises）に買収された。
ルスコ時代には、政敵に対する攻撃や、自らが党首を務めていた自由主義保守政党「新市民同盟」（Aliancia Nového Občana, ANO）寄りの偏向報道を行い、他の国内メディアの批判にさらされた。

## 主な番組
- テレヴィージエ・ノヴィニィ（Televízne noviny : テレビニュース）
- シュポルトヴェー・ノヴィニィ（Športové noviny : スポーツニュース）
- ドネス（DNES）
- ポチャシエ（Počasie : 天気情報）
- レフレックス（Reflex : 反射、ゴシップニュース）
- ナ・ストレフェ（Na streche : 屋根の上、ゴシップニュース）
- メスト・ティエニョフ（Mesto tieňov : 陰の都市、ドラマ）
- メンタリスト（Mentalista : 米ドラマ）
- ジ・オーシー（OC California : 米ドラマ）
- フレンズ（Priatelia : 米ドラマ）
- 原始家族フリントストーン（Flinstonovci : 米アニメ）
- スクービー・ドゥー（Scooby Doo : 米アニメ）